# Begnécourt
Begnécourt ([bəɲeˈkuʁ] ) ist eine französische Gemeinde mit 141 Einwohnern (Stand: 1. Januar 2022) im Département Vosges in der Region Grand Est (bis 2015 Lothringen). Sie gehört zum Arrondissement Neufchâteau (bis 2024 Arrondissement Épinal) und zum Gemeindeverband Communauté de communes de Mirecourt Dompaire. Die Bewohner werden Bégnécurtiens und Bégnécurtiennes genannt.

## Geografie
Die Gemeinde Begnécourt liegt am Illon zwischen Épinal und  Vittel. Der Fluss Madon bildet die westliche Gemeindegrenze. Nachbargemeinden von Begnécourt sind Hagécourt im Norden, Dompaire im Nordosten, Gelvécourt-et-Adompt im Osten, Légéville-et-Bonfays im Süden sowie Bainville-aux-Saules im Westen.

## Geschichte
Die Gemeinde wurde 1289 erstmals als Bigneicourt erwähnt. In Begnécourt gibt es keine Kirchen und Kapellen.

### Bevölkerungsentwicklung
| Jahr                       | 1962 | 1968 | 1975 | 1982 | 1990 | 1999 | 2006 | 2013 | 2022 |
| Einwohner                  | 156  | 137  | 124  | 120  | 123  | 141  | 164  | 171  | 141  |
| Quellen: Cassini und INSEE |      |      |      |      |      |      |      |      |      |

## Sehenswürdigkeiten
- Getreidemühle von Heucheloup